# Episothalma sequestrata
Episothalma sequestrata là một loài bướm đêm trong họ Geometridae.